# Горний (Бурятія)
Горний (рос. Горный) — селище Кабанського району, Бурятії Росії. Входить до складу Міського поселення Кам'янське.
Населення — 159 осіб (2015 рік).